# Fermiony
Fermiony (ang. fermion, od nazwiska włoskiego fizyka Enrica Fermiego) – cząstki posiadające niecałkowity spin wyrażony w jednostkach {\displaystyle \hbar ={\frac {h}{2\pi }}} (gdzie h to stała Plancka). Możliwymi wartościami niecałkowitymi spinu są nieparzyste wielokrotności {\displaystyle {\frac {\hbar }{2}}.} Dla danej wartości spinu {\displaystyle {\frac {k}{2}}} możliwymi wartościami rzutu spinu na dowolny kierunek są:
{\displaystyle -{\frac {k}{2}},-\left({\frac {k}{2}}-1\right),\dots ,-{\frac {1}{2}},{\frac {1}{2}},\dots ,\left({\frac {k}{2}}-1\right),{\frac {k}{2}}.}
Na mocy twierdzenia o związku spinu ze statystyką konsekwencją posiadania niecałkowitego spinu jest to, że fermiony podlegają statystyce Fermiego-Diraca, w tym regule Pauliego.
Każda cząstka jest bozonem lub fermionem, zależnie od posiadanego spinu – twierdzenie statystyki spinowej narzuca wynikającą z niego statystykę kwantową, która odróżnia fermiony od bozonów.
Zgodnie z modelem standardowym fermiony są cząstkami elementarnymi „materii”, natomiast bozony przenoszą oddziaływania. W modelu standardowym oprócz fermionów złożonych (bariony) występują 2 typy cząstek elementarnych, które są fermionami: kwarki i leptony.
Uproszczone rozumowanie pozwalające uzyskać podział cząstek na bozony i fermiony wygląda następująco.
Występowanie spinu jest związane z operacją zamiany cząstek. Załóżmy, że mamy dany stan dwucząstkowy {\displaystyle |\psi (\alpha ,\beta )\rangle .} Zadziałajmy na niego operatorem zamiany cząstek:
{\displaystyle {\hat {P}}|\psi (\alpha ,\beta )\rangle =\epsilon |\psi (\beta ,\alpha )\rangle .}
Podwójna zamiana cząstek daje nam stan początkowy, skąd otrzymujemy równanie:
{\displaystyle \epsilon ^{2}=1.}
Równanie to ma dwa rozwiązania: +1 i −1. Funkcje falowe symetryczne ze względu na zamianę cząstek (rozwiązania z +1) opisują bozony, natomiast funkcje antysymetryczne (rozwiązania z −1) opisują fermiony.
Rozumowanie przedstawione powyżej w rzeczywistości załamuje się w przestrzeniach o dwóch wymiarach, gdzie możliwe są także inne rodzaje cząstek, tak zwane anyony. Ponieważ w powyższym rozumowaniu wymiar przestrzeni nie został w ogóle uwzględniony, nie jest ono ani ścisłe, ani prawdziwe.
Jeżeli stany jednocząstkowe są opisywane przez funkcje falowe: {\displaystyle \psi _{1}(\alpha )} i {\displaystyle \psi _{2}(\beta )} to stan dwucząstkowy jest opisywany przez funkcję falową postaci:
{\displaystyle \psi (\alpha ,\beta )={\frac {1}{\sqrt {2}}}(\psi _{1}(\alpha )\psi _{2}(\beta )-\psi _{1}(\beta )\psi _{2}(\alpha )).}
Jest to dwucząstkowa postać tak zwanego wyznacznika Slatera.